# Tirno kvantno število
Orbitalno kvantno število (tudi azimutno kvantno število ali drugo kvantno število) je eno izmed kvantnih števil, ki se uporabljajo v kvantni mehaniki za opis kvantnih stanj elektrona v atomu. Orbitalno kvantno število označujemo z {\displaystyle \ell \,\!}. Za vsak {\displaystyle n\,\!} lahko zavzame samo števila med 0 in {\displaystyle n\,\!}-1
{\displaystyle l\in \{0,1,2,\ldots ,n-1\}} ali {\displaystyle 0\leq \ell \leq n-1\ }
Z orbitalnim kvantnim številom se določa vrtilno količino in s tem tudi oblika tirnice elektrona oziroma elektronskega oblaka v atomu. Določa podlupine v okviru posameznih lupin z danim glavnim kvantnim številom.
Ostala kvantna števila elektrona v atomu so še {\displaystyle n\,\!} (glavno kvantno število ali n), {\displaystyle m_{\ell }\,\!} (magnetno kvantno število ali m) in {\displaystyle m_{s}\,\!} (spinsko kvantno število ali s). Vsa kvantna števila enolično določajo kvantno stanje posameznega elektrona v atomu. Dva elektrona v istem atomu ne moreta imeti istih vseh štirih kvantnih števil (glej Paulijevo izključitveno načelo). Štiri kvantna števila enolično določajo kvantno stanje posameznega elektrona v atomu ali njegovo valovno funkcijo ali orbitale. Schrödingerjeva enačba se lahko napiše v obliki treh enačb, ki vodijo do prvih treh kvantnih števil. Orbitalno kvantno število dobimo iz rešitve polarnega dela valovne enačbe. 
Vrtilna količina je povezana z orbitalnim kvantnim številom na naslednji način
{\displaystyle \mathbf {L^{2}{\boldsymbol {\psi }}} =\hbar ^{2}{l(l+1)}{\boldsymbol {\psi }}}
Kjer je {\displaystyle \mathbf {L^{2}} } operator vrtilne količine, {\displaystyle {\boldsymbol {\psi }}} je valovna funkcija in {\displaystyle \hbar =h/2\pi } je Planckova konstanta deljena z 2. {\displaystyle \pi } (reducirana Planckova konstanta).
Podlupine označujemo tudi s črkovnimi oznakami:
| vrednost {\displaystyle \ell \,\!} | oznaka | angleško ime | maksimalno število elektronov | oblika elektronskega oblaka |
| ---------------------------------- | ------ | ------------ | ----------------------------- | --------------------------- |
| 0                                  | s      | sharp        | 2                             | krogla                      |
| 1                                  | p      | principal    | 6                             | 2 ročki (glej spodaj)       |
| 2                                  | d      | diffuse      | 10                            | 4 ročke                     |
| 3                                  | f      | fundamental  | 14                            | 8 ročk                      |
| 4                                  | g      |              | 18                            |                             |
| 5                                  | h      |              | 22                            |                             |
| 6                                  | i      |              | 26                            |                             |

Oblike orbital oziroma valovnih funkcij za posamezna kvantna števila n, l, m so naslednje:
|     | s (l=0) | p (l=1) | d (l=2) | f (l=3) |
| --- | ------- | ------- | ------- | ------- |
| n=1 |         |         |         |         |
| n=2 |         |         |         |         |
| n=3 |         |         |         |         |
| n=4 |         |         |         |         |
| n=5 |         |         |         | . . .   |
| n=6 |         |         | . . .   | . . .   |
| n=7 |         | . . .   | . . .   | . . .   |